# Чемпионат Москвы по футболу 1924 (весна)
Чемпионат Москвы по футболу 1924 (весна) стал ХХII-м первенством столицы и третьим, проведенным Московским Советом Физической Культуры (МСФК).
Победителем среди первых команд стала команда «Красная Пресня».

## Организация и проведение турнира
Участвовавшие в первенстве команды были поделены на три категории (лиги): старшую, среднюю и младшую. В рамках старшей категории клубы соревновались пятью командами, средней - четырьмя, младшей - тремя.
В старшей категории участвовали 12 команд, поделенных на две группы. В каждой из групп прошел турнир в один круг, после чего победители выявили сильнейшего в стыковом финальном матче. 
В источниках существуют две версии, интерпретирующие  ход турнира: 
- Согласно наиболее распространенной версии (впервые предложена К.С.Есениным, а также другими футбольными историками), первенство  разыгрывалось между участниками обеих групп старшей категории, и финал между победителями был финальным матчем за титул[2][3][4]. Существуют прямые свидетельства в источниках тех лет[5], подтверждающие данную версию.
- Согласно альтернативной версии, предложенной Э.Нисенбоймом[6][7], титул разыгрывался лишь в первой группе старшей категории, а матч "Красная Пресня" - "Красное Орехово" был финалом отдельного турнира победителей групп Чемпионата Москвы (так же, как и весной 1923 года).

## Ход турнира (первые команды)

### Первая группа[8]
| № | Команды          | 1   | 2   | 3   | 4   | 5   | 6   | В | Н | П | М      | О  |
| - | ---------------- | --- | --- | --- | --- | --- | --- | - | - | - | ------ | -- |
|   | «Красная Пресня» |     | 5:3 | 3:1 | 1:1 | 5:1 | 7:1 | 4 | 1 | 0 | 21 — 7 | 14 |
| 2 | ОППВ             | 3:5 |     | 1:0 | 2:0 | 1:1 | 4:0 | 3 | 1 | 1 | 11 — 6 | 12 |
| 3 | МСФК             | 1:3 | 0:1 |     | 4:0 | 4:2 | 6:0 | 3 | 0 | 2 | 15 — 6 | 11 |
| 4 | «Динамо»         | 1:1 | 0:2 | 0:4 |     | 1:1 | 3:1 | 1 | 2 | 2 | 5 — 9  | 9  |
| 5 | МСПО             | 1:5 | 1:1 | 2:4 | 1:1 |     | 0:1 | 0 | 2 | 3 | 5 — 12 | 7  |
| 6 | 2 желбат         | 1:7 | 0:4 | 0:6 | 1:3 | 1:0 |     | 1 | 0 | 4 | 3 — 20 | 7  |

### Матчи
| 4 мая | «Красная Пресня» | 1:1     | «Динамо»            | «Динамо» (1923)                  |
| | - П.Артемьев 82′ | (отчёт) | - 70′ (пен.) Маслов | Зрителей: 4 000 Судья: В.Смирнов |
| Красная Пресня: Баклашев - В.Хайдин, Пав.Попов - Евстигнеев, К.Блинков , Ермаков - Н.Старостин, П.Артемьев, Исаков, П.Канунников, Леута Динамо: Чулков - Ленчиков, Игнатов - И.Овечкин, И.Артемьев , Дмитриев-Моро - Борисов, Чудаков, Д.Маслов, К.Васильев, Житарев |                  |         |                     |                                  |

| 4 мая | 2 желбат       | 1:0     | МСПО | поле желбата    |
| | - Чистяков 80′ | (отчёт) |      | Судья: Юзефович |
| 2 желбат: А.Малышев - Круглов, Ермаков - Тимофеев, Симаков, Ручкин - Макаров, Е.Суханов, Бабыкин, Куликов, Чистяков МСПО: Додонов - С.Дементьев, И.Хрусталев - Бункин, В.Григорьев, Н.Артемов - М.Загрядсков, Чеснов, И.Загрядсков, Б.Дементьев, И.Козлов |                |         |      |                 |

| 4 мая | ОППВ                                     | 1:0     | МСФК |                      |
| | - Жибоедов 1Т'(пен.) - П.Савостьянов 75′ | (отчёт) |      | Судья: И.Савостьянов |
| ОППВ: Ф.Шимкунас - С.Сысоев, М.Исаев - Никишин, В.Ратов, Лебедев - Дубинин, Тюльпанов, Жибоедов, П.Савостьянов, Чесноков МСФК: Н.Соколов - Рущинский, В.Кузнецов - Малахов, С.Бухтеев, Ноготков - Т.Григорьев, Сушков, Селин, С.Троицкий, Холин |                                          |         |      |                      |

| 11 мая | МСФК                                         | 4:0     | «Динамо» | «Динамо» (1923)                      |
| | - Селин 16′ 53′ - С.Троицкий 34′ - Холин 70′ | (отчёт) |          | Зрителей: 5 000 Судья: И.Савостьянов |
| МСФК: Н.Соколов - Рущинский, В.Кузнецов - Ноготоков, С.Бухтеев , Малахов - Т.Григорьев, Сушков, Селин, С.Троицкий, Холин Динамо: Чулков - Ленчиков, Игнатов - И.Овечкин, И.Артемьев , Дмитриев-Моро - Борисов, Чудаков, Д.Маслов, К.Васильев, Житарев |                                              |         |          |                                      |

| 11 мая                                       | «Красная Пресня» | 5:1 | МСПО |  |
| Красная Пресня: Баклашев - ... П.Артемьев... |                  |     |      |  |

| 11 мая | ОППВ | 4:0 | 2 желбат |  |

| 18 мая | «Динамо»                                | 3:1     | 2 желбат        | «Динамо» (1923)                 |
| | - Борисов 9′ - Маслов 24′ - Житарев 81′ | (отчёт) | - 68′ Н.Симаков | Зрителей: 3 000 Судья: В.Гридин |
| Динамо: Мизгер - Ленчиков, Игнатов - И.Овечкин, И.Артемьев , Дмитриев-Моро - Борисов, К.Васильев, Д.Маслов, Житарев, В.Титов 2 желбат: Михайлов - Ермаков, Полтев - Резчиков, И.Симаков, Нестеров - Макаров, В.Симаков, Н.Симаков , Федоров, Куликов |                                         |         |                 |                                 |

| 18 мая | ОППВ | 1:1 | МСПО | ОППВ |

| 25 мая | «Динамо»      | 1:1     | МСПО              | «Динамо» (1923)                   |
| | - Борисов 80′ | (отчёт) | - 85′ Б.Дементьев | Зрителей: 3 000 Судья: И.Поспехов |
| Динамо: Мизгер - Ленчиков, Игнатов - И.Овечкин, И.Артемьев , П.Овечкин - Борисов, Чудаков, Д.Маслов, Житарев, В.Титов МСПО: Савин - Хрусталев, Федоров - Артемов, В.Григорьев , Бункин - И.Загрядсков, Чеснов, М.Загрядсков, Б.Дементьев, И.Козлов |               |         |                   |                                   |

| 25 мая | МСФК | 6:0 | 2 желбат |  |

| 25 мая | «Красная Пресня»                     | 5:3     | ОППВ             | ОППВ |
| | - Н.Старостин 20′ - П.Канунников 43′ | (отчёт) | - ~25′ Тюльпанов |      |
| Красная Пресня: Баклашев - В.Хайдин, Пав.Попов - ..., К.Блинков, И.Мошаров - Н.Старостин, П.Канунников, Исаков, П.Артемьев, ... · ОППВ: ... - Ганшин 2Т', П.Савостьянов, Тюльпанов, Чесноков, Жибоедов |                                      |         |                  |      |

| 1 июн | «Красная Пресня» | 7:1 | 2 желбат | стадион «сахарников» |

| 1 июн | МСФК | 4:2 | МСПО |  |

| 5 июн | «Красная Пресня»                                              | 3:1 | МСФК              | стадион сельхозвыставки |
| | - К.Блинков 1:1′ (пен.) - П.Артемьев 2:1′ - П.Канунников 3:1′ |     | - 0:1′ С.Троицкий | Зрителей: 7 000         |
| Красная Пресня: Баклашев - ... К.Блинков, Н.Старостин, П.Канунников, Исаков, П.Артемьев, ... МСФК: Н.Соколов - ... С.Бухтеев, Селин, С.Троицкий |                                                               |     |                   |                         |

| 5 июн | ОППВ                                | 2:0     | «Динамо» | ОППВ                           |
| | - П.Савостьянов 60′ - Б.Дубинин 78′ | (отчёт) |          | Зрителей: 5 000 Судья: П.Бозов |
| ОППВ: Ф.Шимкунас - С.Сысоев, М.Исаев - Лебедев, В.Ратов, Никишин - Б.Дубинин, П.Савостьянов, Тюльпанов, Чесноков, Жибоедов Динамо: Чулков - Ленчиков, Игнатов - Дмитриев-Моро, И.Артемьев , П.Овечкин - Борисов, Васильев, Д.Маслов, Житарев, В.Титов |                                     |         |          |                                |

### Вторая группа
| № | Команды             | 1   | 2   | 3   | 4   | 5   | 6   | В | Н | П | М      | О  |
| - | ------------------- | --- | --- | --- | --- | --- | --- | - | - | - | ------ | -- |
|   | «Красное Орехово»   |     | 1:1 | 3:0 | 2:4 | 1:0 | 6:1 | 3 | 1 | 1 | 13 — 6 | 12 |
| 2 | «Сахаротрест»       | 1:1 |     | 1:0 | 1:1 | 2:0 | 0:0 | 2 | 3 | 0 | 5 — 2  | 12 |
| 3 | «Русскабель»        | 0:3 | 0:1 |     | 2:0 | 4:1 | 1:1 | 2 | 1 | 2 | 7 — 6  | 10 |
| 4 | «Красные Хамовники» | 4:2 | 1:1 | 0:2 |     | 0:1 | 3:1 | 2 | 1 | 2 | 8 — 7  | 10 |
| 5 | АКС                 | 0:1 | 0:2 | 1:4 | 1:0 |     | 1:1 | 1 | 1 | 3 | 3 — 8  | 7  |
| 6 | «Моссовет»          | 1:6 | 0:0 | 1:1 | 1:3 | 1:1 |     | 0 | 3 | 2 | 4 — 11 | 7  |

### Матчи
| 4 мая | «Моссовет» | 1:1     | АКС                      | поле «Моссовета» |
| |            | (отчёт) | - 1:1′ (авт.) Никольский | Судья: Комаров   |
| «Моссовет»: Никольский - Малютин, Хмелев - ?.Савостьянов, В.Стрепихеев, ?.Иванов - ?.Поляков, Коноваленок, ?.Соколов, ?.Савин, Крымов |            |         |                          |                  |

| 4 мая | «Сахаротрест» | 1:0     | «Русскабель» | поле «Русскабеля» |
| |               | (отчёт) |              | Судья: П.Бозов    |
| «Сахаротрест»: Сахаров - И.Карпов, Горбунов - Канаев, Лепорский, Никонов - Б.Аркадьев, В.Аркадьев, С.Иванов, Шибаев, Силин «Русскабель»: Миронюк - Ершов, А.Поляков - ?.Васильев, Филиппов, Голубчиков - Романов, Зуев, Рязанцев, ?.Васильев, Аполлонский |               |         |              |                   |

| 4 мая | «Красные Хамовники» | 4:2 | «Красное Орехово» |  |

| 11 мая | «Красные Хамовники» | 1:1     | «Сахаротрест» |  |
| |                     | (отчёт) |               |  |
| «Красные Хамовники»: ?.Лавров - ?.Семенов, Аулэ - Аронов, Пирогов, Муравьев - Медведников, ?.Сорокин, А.Троицкий, Решетов, Золкин |                     |         |               |  |

| 11 мая | «Красное Орехово» | 1:0 | АКС |  |

| 11 мая | «Русскабель» | 1:1 | «Моссовет» |  |

| 18 мая                                                                              | «Красное Орехово»   | 3:0     | «Русскабель» |                 |
|                                                                                     | - Шапошников (пен.) | (отчёт) |              | Судья: В.Гридин |
| Красное Орехово: ... И.Рыжов, Г.Архангельский, Шапошников, В.Андреев, А.Кротов, ... |                     |         |              |                 |

| 18 мая | «Моссовет» | 0:0 | «Сахаротрест» |  |

| 18 мая | АКС | 1:0 | «Красные Хамовники» |  |

| 25 мая | «Русскабель» | 4:1 | АКС |  |

| 25 мая | «Красное Орехово» | 1:1 | «Сахаротрест» |  |

| 25 мая | «Красные Хамовники» | 3:1 | «Моссовет» |  |

| 1 июн | «Сахаротрест» | 2:0 | АКС |  |

| 1 июн | «Русскабель» | 2:0 | «Красные Хамовники» |  |

| 1 июн | «Красное Орехово» | 6:1     | «Моссовет» |  |
| |                   | (отчёт) |            |  |
| Красное Орехово: Савинцев - В.Андреев, Леваков - Маныкин, А.Кротов, И.Жаворонков - Перницкий, Беляков, Г.Архангельский, Л.Ильин, Шапошников |                   |         |            |  |

| 5 июн | «Красное Орехово» | 1:0(д.в.) | «Сахаротрест» |  |

### Финал
| 8 июн | «Красная Пресня» | 4:0     | «Красное Орехово» | стадион сельхозвыставки |
| |                  | (отчёт) |                   |                         |
| Красная Пресня: Баклашев - В.Хайдин, Пав.Попов - Евстигнеев, К.Блинков, И.Мошаров - Н.Старостин, П.Канунников, Исаков, П.Артемьев, Леута |                  |         |                   |                         |

## Традиционные матчи

#### Традиционный товарищеский матч чемпиона Москвы против сборной Москвы
| 20 июн | «Красная Пресня»                                      | 4:2     | Москва                            | стадион сельхозвыставки |
| | - П.Артемьев 25′ 35′ - ? 3:1′ - ?.Блинков 4:2′ (пен.) | (отчёт) | - 57′ Исаков - 3:2′ П.Савостьянов |                         |
| Красная Пресня: Баклашев - ... И.Мошаров, Н.Старостин, П.Артемьев, Виноградов, ?.Блинков, ... Москва: Н.Соколов - С.Сысоев, Ноготков - В.Ратов, П.Савостьянов, Малахов - Т.Григорьев, Исаков, Селин, ?.Троицкий, Холин |                                                       |         |                                   |                         |

#### Кубок Тосмена
В традиционном матче с победителем весеннего первенства Ленинграда - командой «Спартак» (ЛЦКС) Ленинград - футболисты «Красной Пресни» 25 октября в Москве одержали победу 3:1.

## Клубный зачет
С 1924 года был введен официальный «клубный зачет» - результат выступления клуба в соревнованиях, учитывающий достижения всех команд клуба, а также множество других факторов, связанных с тестами на общефизическое развитие футболистов, их дисциплинированностью, постоянством состава и пр., при этом результат выступления главной команды непосредственно в турнире на этом фоне являлся лишь одним из многих факторов. Это было обусловлено тем, что социалистическое спортивное руководство в то время не интересовали спортивные состязания, как таковые; в них видели прежде всего средство для массового физического воспитания членов данного клуба. Поэтому нередко отдельные матчи турниров ( и сами турниры) могли оставаться неразыгранными, если это виделось через призму клубного зачета нецелесообразным или не важным. Также результаты «клубного зачета» могли разительно отличаться от результатов первых команд. 
В результате в весеннем первенстве 1924 года «Красная Пресня», победив в соревновании главных команд, набрала также наилучшее количество очков по совокупности выступлений всеми пятью командами. Но после учета всех прочих факторов клуб занял лишь 5 место в «клубном зачете» (так называемым «бумажным» чемпионом стал клуб ОППВ).

## Средняя  и младшая категории
Средняя категория была также разбита на две группы по 6 команд.  
В финале (среди первых команд) сыграли победители этих групп: «Красная Стрела» обыграла «Красные Сокольники» 2:0.  
Младшая категория была разбита на две группы по 4 и 5 команд.  
В финале (среди первых команд) сыграли победители этих групп: «Реутово» обыграла «Горную Академию».